# Bland (Misuri)
Bland es una ciudad ubicada en los condados de Gasconade y Osage en el estado estadounidense de Misuri. En el Censo de 2010 tenía una población de 539 habitantes y una densidad poblacional de 322,65 personas por km².

## Geografía
Bland se encuentra ubicada en las coordenadas 38°18′2″N 91°37′59″O / 38.30056, -91.63306. Según la Oficina del Censo de los Estados Unidos, Bland tiene una superficie total de 1.67 km², de la cual 1.67 km² corresponden a tierra firme y (0%) 0 km² es agua.

## Demografía
Según el censo de 2010, había 539 personas residiendo en Bland. La densidad de población era de 322,65 hab./km². De los 539 habitantes, Bland estaba compuesto por el 97.59% blancos, el 0% eran afroamericanos, el 0.56% eran amerindios, el 0.56% eran asiáticos, el 0% eran isleños del Pacífico, el 0.19% eran de otras razas y el 1.11% pertenecían a dos o más razas. Del total de la población el 0.56% eran hispanos o latinos de cualquier raza.